# Chris Morgan (calciatore 1977)
Christopher Paul Morgan (Barnsley, 9 novembre 1977) è un allenatore di calcio e calciatore inglese di ruolo difensore.

## Palmarès

### Giocatore

#### Competizioni nazionali
- Campionato inglese di seconda divisione: 1

Sheffield United: 2005-2006